# 丸山秀治
丸山 秀治（まるやま ひではる、1964年〈昭和39年〉7月 - ）は、日本の法務官僚。出入国在留管理庁長官。

## 人物
広島県神石郡神石高原町出身。1983年広島県立府中高等学校卒業。1987年広島大学法学部卒業、法務省入省。2011年法務省入国管理局参事官。2012年法務省入国管理局出入国管理情報官。2013年法務省入国管理局審判課長。2015年法務省入国管理局入国在留課長。2019年出入国在留管理庁在留管理支援部長。2021年出入国在留管理庁出入国管理部長。2023年出入国在留管理庁次長、内閣官房内閣審議官（内閣官房副長官補付）兼内閣情報調査室。2024年出入国在留管理庁長官。